# Championnat du Zimbabwe de football 1997
Navigation
Saison suivante Saison suivante
La saison 1997 du Championnat du Zimbabwe de football est la trente-sixième édition de la première division professionnelle au Zimbabwe à poule unique, la National Premier Soccer League. Seize clubs prennent part au championnat qui prend la forme d'une poule unique où toutes les équipes se rencontrent deux fois au cours de la saison. En fin de saison, les deux derniers du classement sont relégués et remplacés par les deux meilleurs clubs de Division II, la deuxième division zimbabwéenne.
C'est le club des Dynamos FC Harare qui termine en tête du classement final, avec onze points d'avance sur le tenant du titre, CAPS United et dix-huit sur le Black Aces FC. C'est le 17e titre de champion du Zimbabwe de l'histoire du club.
Avant le début du championnat, Mutare United vend sa licence en National Premier Soccer League au club de Gweru United.

## Les clubs participants
| - Black Aces FC - Blackpool FC Harare - CAPS United - Tongogara FC - Lancashire Steel FC - Wankie FC - Highlanders FC - Dynamos FC Harare | - AmaZulu FC - Promu de Division II - Arcadia United - Chapungu United FC - Zimbabwe Saints - Blue Swallows FC - Mhangura FC - Gweru United - Air Zimbabwe Jets FC - Promu de Division II |

## Compétition
Le barème de points servant à établir le classement se décompose ainsi :
- Victoire : 3 points
- Match nul : 1 point
- Défaite : 0 point

### Classement
| Rang | Équipe                | Pts | J  | G  | N  | P  | Bp | Bc | Diff |
| ---- | --------------------- | --- | -- | -- | -- | -- | -- | -- | ---- |
| 1    | Dynamos FC Harare     | 68  | 30 | 20 | 8  | 2  | 78 | 33 | +45  |
| 2    | CAPS United'T'C       | 57  | 30 | 17 | 6  | 7  | 68 | 31 | +37  |
| 3    | Black Aces FC         | 50  | 30 | 14 | 8  | 8  | 47 | 37 | +10  |
| 4    | Blackpool FC Harare   | 49  | 30 | 13 | 10 | 7  | 51 | 42 | +9   |
| 5    | Wankie FC             | 45  | 30 | 13 | 6  | 11 | 53 | 44 | +9   |
| 6    | Highlanders FC        | 44  | 30 | 11 | 11 | 8  | 44 | 39 | +5   |
| 7    | Zimbabwe Saints       | 43  | 30 | 12 | 7  | 11 | 44 | 34 | +10  |
| 8    | Air Zimbabwe Jets FCP | 42  | 30 | 12 | 6  | 12 | 63 | 54 | +9   |
| 9    | AmaZulu FCP           | 41  | 30 | 11 | 8  | 11 | 46 | 44 | +2   |
| 10   | Lancashire Steel FC   | 40  | 30 | 10 | 10 | 10 | 42 | 56 | -14  |
| 11   | Blue Swallows FC      | 37  | 30 | 10 | 7  | 13 | 53 | 51 | +2   |
| 12   | Chapungu United FC    | 37  | 30 | 9  | 10 | 11 | 50 | 50 | 0    |
| 13   | Mhangura FC           | 33  | 30 | 8  | 9  | 13 | 28 | 35 | -7   |
| 14   | Arcadia United        | 29  | 30 | 7  | 8  | 15 | 28 | 49 | -21  |
| 15   | Tongogara FC          | 23  | 30 | 5  | 8  | 17 | 43 | 72 | -29  |
| 16   | Gweru United          | 20  | 30 | 6  | 2  | 22 | 27 | 94 | -67  |

|  | Qualification pour la Ligue des champions 1998                                      |
|  | Qualification pour la Coupe de la CAF 1998                                          |
|  | Relégation en deuxième division                                                     |
|  | T : Tenant du titre C : Vainqueur de la Coupe du Zimbabwe P : Promu de Division Two |

## Bilan de la saison
| Championnat du Zimbabwe de football 1997 |                               |
| Champion                                 | Dynamos FC Harare (17e titre) |
| Coupes et trophées                       |                               |
| Vainqueur de la Coupe du Zimbabwe 1997   | CAPS United                   |
| Qualifications continentales             |                               |
| Ligue des champions 1998                 | Dynamos FC Harare             |
| Coupe des Coupes 1998                    | Aucun                         |
| Coupe de la CAF 1998                     | CAPS United                   |
| Promotions et relégations                |                               |
| Promus en National Premier Soccer League | Black Rhinos                  |
| Promus en National Premier Soccer League | United Railstars Gwanda       |
| Relégués en Division One                 | Tongogara FC                  |
| Relégués en Division One                 | Gweru United                  |